# 桂柳话
桂柳官話（柳州城區國際音標標記：kʋɐɪ̯˨˦ljo̞ʊ̯˦˨kʷãh̩ʋa˨）是西南官话的一种，通行于广西北部汉语区。西南官话按照地域，可以分为成渝、滇西、黔北、昆贵、灌赤、鄂北、武门、岑江、黔南、湘南、桂柳十一片。广西的西南官话大部分都是桂柳片（少部分是黔南片），被称作“桂柳话”或“桂柳官话”。因爲柳州官话和桂林官话在廣西北部最通用，对周边地区的官话有大量辐射影响，所以习惯用“桂柳话”指代广西境内所有的西南官话。現今桂柳话是广西境内用的人数最多、地位最强势的方言。
桂柳话細分下來，又有桂林话、柳州话、郴州话、荔浦话等等。

## 使用地區
桂柳話通行於廣西壯族自治區西北部五十六個縣市的部分地區。包括：
南寧、柳州、合山、桂林、來賓，百色、河池、馬山、上林、賓陽、扶綏、隆安、龍州、柳城、融安、鹿寨、象州、武宣、忻城、陽朔、靈川、橫縣、興安、平樂、荔浦、恭城、昭平、蒙山、贺州、鐘山、田東、平果、德保、靖西、那坡、淩雲、樂業、田林、西林、羅城、環江、南丹、天峨、鳳山、東蘭、融水、三江、金秀、龍勝、富川、隆林、巴馬、都安等。
廣西的西南官話中向來以為桂林話流行最廣，實際上，柳州話通行的範圍更廣。桂林話只存在于桂林及興安、靈川的一些城鎮，其餘廣大地區，通用的官話都接近柳州話。

## 桂柳话音韵共同特点

### 声母
1. 全浊声母清化。中古的全浊声母今读相同或者相近部位的清音。古全浊平声今读送气清声字母,古全浊仄声今读不送气清声字母。
2. 日母字在桂柳话中基本上为零声母，多读细音。

### 韵母
1. 蟹摄合口一、三等端系字，臻摄合口一等端系舒声字，止摄合口三等精组字的韵头[u]大多脱落，读开口呼。
2. 果摄一等字的韵母基本读[o]。
3. 止摄开口三等精、庄组字的韵母基本上读[ɿ]。
4. 曾摄合口一等和帮组开口一等、梗摄帮组开口二等以及通摄一、三等（晓、影、日母字除外）的舒声字韵母读[oŋ]。

### 声调
基本分为四声，古平声全清、次清大多是读阴平，全浊、次浊为阳平；古上声全清、次清、次浊读上声，古上声全浊大多是读去声；古去声全清、次清、全浊、次浊大多读去声；古入声今归阳平。

## 桂柳話內部音韻異同比較

### 聲母比較
| 比較項目                         | 桂林 | 柳州 | 白石 |
| -------------------------------- | ---- | ---- | ---- |
| 全濁聲母清化，平聲送氣仄聲不送氣 | +    | +    | +    |
| 古知、莊、章組與精組相混         | +    | +    | -    |
| 分尖團                           | -    | +    | +    |
| 泥、來不混                       | -    | +    | +    |
| 古曉、非組字分明                 | -    | +/-  | +    |
| 古邪母平聲字部分讀送氣塞擦音     | -    | +    | +    |
| 黃、王不混                       | +    | +    | -    |
| 日母字基本讀零聲母               | +    | +    | +    |
| 有舌根鼻音聲母[ŋ]                | +    | +    | +    |

### 聲調比較
| 比較項目                                                                 | 桂林 | 柳州 | 白石 |
| ------------------------------------------------------------------------ | ---- | ---- | ---- |
| 平分陰陽，清平歸陰平，濁平歸陽平；清上和次濁歸上聲；全濁上聲和去聲歸去聲 | +    | +    | +    |
| 古入聲字基本歸陽平                                                       | +    | +    | -    |
| 保留獨立入聲調                                                           | -    | -    | +    |
| 無明顯輕聲                                                               | +    | +    | +    |